# Rocciamelone
De Rocciamelone (Frans: Rochemelon) is een 3538 meter hoge berg in Italië op de hoofdkam van de Alpen. De berg ligt op de grens van het Italiaanse Valle di Susa en het Franse Val d'Arc.
Het was de eerste hoge berg van de Alpen waarvan de beklimming gedocumenteerd is. Bonifacius Rotarius uit Asti bracht een metalen beeldje van Maria naar de top als blijk van dank dat hij zijn gevangenschap in het Heilige Land had overleefd tijdens de Kruistocht. Nog steeds trekken vele pelgrims op de eerste september naar de Rocciamelone. In 1899 is er een drie meter hoog Mariabeeld op de top geplaatst.
Een ander bijzonder detail is dat de Italiaans-Franse grens hier niet de waterscheiding volgt. De top behoort geheel toe aan Italië evenals het hoogste deel van de gletsjer aan de westelijke zijde. Het is het enige stukje Italiaans grondgebied (4 km²) dat deel uitmaakt van het stroomgebied van de Rhône.
De Rocciamelone is erg gemakkelijk te bereiken. Het startpunt van de tocht omhoog ligt op slechts anderhalf uur rijden van Turijn. De route naar de top bij la Riposa op de zuidflank, van hier leidt een pad naar de berghut Ca d'Asti (2854 m.) waarvan de top op drie uur afstand ligt.